# セモヴェンテ da 75/18
セモヴェンテ da 75/18 または セモベンテM40/M41は、第二次世界大戦中のイタリアの突撃砲（15トン級）である。Mは medio =「中」の略。“40”・“41”はこの車両自体の完成年度ではなく、先に開発されたM13/40・M14/41中戦車の車体を流用して造られた車両であることを意味し、M40の試作車の完成は1941年であった。なおイタリアでは自走砲全般をSemovente（セモベンテ）と呼称していたが、現在一般的にはこの突撃砲の愛称として定着している。
ドイツ軍のIII号突撃砲にならって計画された歩兵支援用装甲戦闘車両である。M13/40中戦車の車体をベースとして固定式戦闘室と限定旋回式Da 75/18 75ミリ榴弾砲を設置し、1941年に試作車が完成、最初期型はM40/da75/18と名付けられ制式化、実戦配備された。初期の60輌はM13/40の車体を、以後の162輌はM14/41の車体を利用して製造された。
低い姿勢による待ち伏せに威力を発揮し、M13より装甲がやや厚く、また比較的安価な製造コストも歓迎されて、第二次大戦時イタリア軍で最も成功した戦闘車両といわれる。もっとも、それらは相対的な評価であり、ベース車と同じく信頼性の低い走行装置、旧態依然とした六角尖頭ボルト止めの装甲、ショットトラップを生じている主砲防盾など欠点も多かった。

## 概要
イタリア軍の砲兵大佐セルジオ・ベルレセはDa 75/18榴弾砲を開発した人物であり、彼は、イタリア軍がドイツ軍の保有するIII号突撃砲と同様の装甲戦闘車両を開発すべきであると提案した。当時、Ⅲ号突撃砲はフランスの侵攻作戦で活躍していた。1941年2月10日、最初の試作車輛が速やかに組み立てられ、完成された。これは基礎となった車輛であるM13/40の一号車の完成からわずか12ヶ月後のことであった。本車はその後60輌が発注された。これらは1941年中には配備され、1942年1月に北アフリカ戦線へ船で輸送された。この最初の生産車輛はM13の車体を利用しており、125馬力の非力なエンジンは本車の弱点であった。後にはM14の車体を利用した上でエンジンを145馬力のものへ換装している。
構造としては、この自走砲は装甲板同士を鋲接することで製造された。この装甲は原型車輛よりも厚かったものの、傾斜角を減らされていた。原型車輛は42mmの装甲を持っていたが、本車は50mmの装甲を持つ。正面装甲はほぼ垂直に配置された。ただしシンプルな均質圧延装甲と比較し、これを強化した2枚の装甲板から構成されている。

## 構造と技術

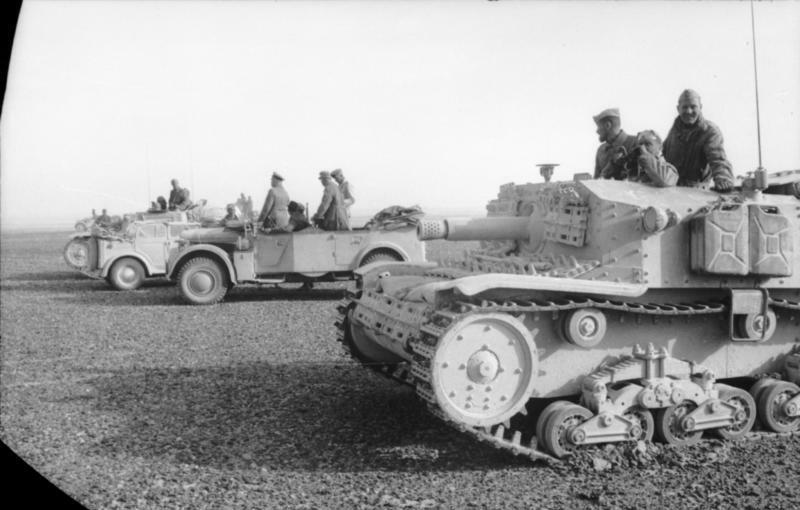
北アフリカ戦線に参加したセモベンテ 75/18。1942年。

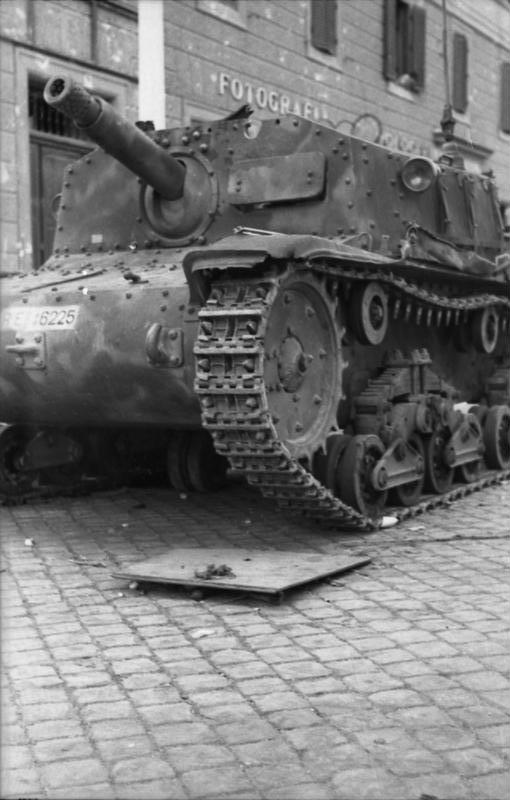
1943年にイタリア内で撮影された車輛。この写真では主砲がよく観察できる。

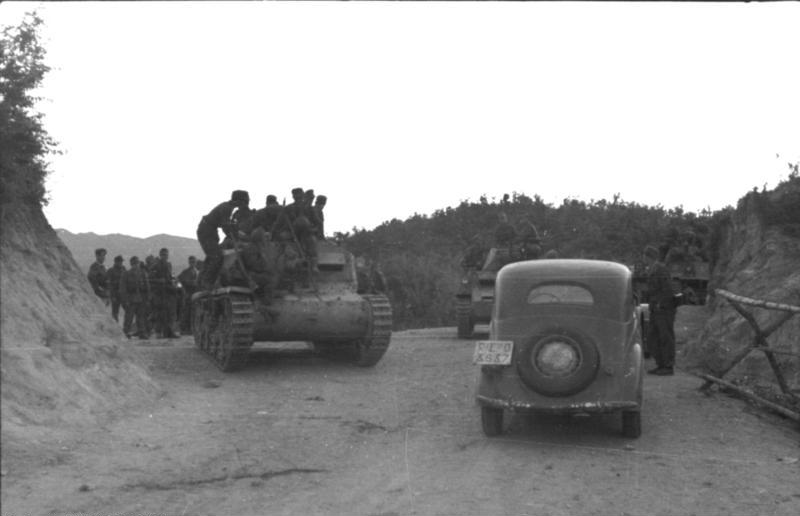
アルバニアでドイツ軍歩兵を支援するセモベンテ 75/18。1943年9月。

本車は内積が広く背の低いケースメート方式の戦闘室と操縦室を車体前部に配した。イタリア軍車輛の典型的な設計様式では、エンジンはこの後方に配置される。機関室は乗員の搭乗する区画と分けられており、戦闘室と同様の幅と高さを持たない別の構造になっていた。これは小型化されて傾斜しており、その天井には点検用のハッチを設けていた。部品はM13/40戦車と同様のものを用いている。4個のトロリー内に組み込まれた8個の小型転輪は、2個の支持腕のペアを介して車体と連結している。サスペンションはリーフスプリング形式（板ばね形式）であり、信頼性はあったが走行性能は低かった。トランスミッションは車輛の前部に位置し、乗員は戦闘室後部左に車長（兼装填手）、戦闘室前部左に操縦手、戦闘室前部右に砲手（兼無線手）の3名から成っていた。
主砲は75/18榴弾砲の派生型である。この砲自体は当時の砲兵師団の装備品としてほぼ遜色のない物だった。これは18口径の砲身を持ち、40度の方向射界およびマイナス12度からプラス22度の俯仰角を持っていた。砲はマズルブレーキを備えており、またいくつかの観測装置と照準装置、例としては双眼鏡とペリスコープなどが乗員のために装備された。450m/sと低い砲口初速は短距離砲戦を意味する。仰角45度では最大射程9,500mを発揮したが、本車の砲の可能な仰角は22度までであった。これにより射程はおよそ7,800mに限定された。同様の射界の限界から、特に動目標に対する直接射撃にも制限が加えられた。天井に装備された1挺の機銃は近接戦闘に適していたが、これもたびたび装備が省略された。初期には6.5mmブレダ機関銃が装備されたが、後期には口径8mmのモデルへと交換された。搭載弾薬は普通、44発の75mm砲弾、また1,108発の8mm機銃弾である。インターフォンラジオにA型RF1 CAが通常装備されていた。

## 運用
本車は特性をよく把握されていなかったが、投入された車輛はその任務をよく果たした。本車は三号突撃砲と技術的に似かよっていたが、全く異なる任務があった。本車は純粋な突撃砲としてだけでなく、師団砲兵としても作戦に従事した。1個の砲列は4輌のセモヴェンテ da 75/18と、1両の指揮車輛から構成された。この砲列2個で1個の砲兵部隊を作る。全ての機甲師団を支援するために、2個砲兵部隊が有機的な部隊組織として構成された。総計は18輌のセモヴェンテ da 75/18(予備2輌を含む)および9輌の指揮車輛である。指揮車輛は主砲の代わりに増設された無線装備とブレダ M31 13.2 mm重機関銃が特徴であった。当初の予定配備数は60輌であり、3個機甲師団として十分な数だった。
- - M13/40をベースとした、セモヴェンテ部隊用指揮車両（Carro Commando Semoventi）。セモヴェンティ（Semoventi）はセモヴェンテの複数形なので、セモヴェンテ部隊。砲塔を撤去し、車体上面を2つの乗降扉を備えた8 ㎜厚の装甲板に置き換え。無線機（マグネティ・マレリ社のRF1CAおよびRF2CA無線機）と予備バッテリーを増設。機銃は当初はそのままだったが、後により強力な、ブレダ M31 13.2 mm重機関銃に変更された。

セモヴェンテ da 75/18は、北アフリカの作戦からシシリーに連合国が侵攻するまで広く投入された。共に投入されたのは追加の火力で支援するM13/40戦車の部隊であった。北アフリカ戦線では、これらの車輛は、イギリス軍の用いたアメリカ製のM3グラントとM4シャーマンに対して完全に効果的だった。
当初、これらのイタリア軍の車輛は砲兵師団に配備された。しかし、これらの車輛は完全に囲われた戦闘室を備えており、最前線の行動に投入するには十分によく防御されていた。自走砲は間接支援射撃を実施できた。また必要に応じ、陣地攻撃の突撃砲と、対戦車戦闘の駆逐戦車の役割を果たした。75mm主砲は榴弾と徹甲弾および対戦車榴弾を使用でき、これを備えた車両は、M4シャーマンのような連合国の戦車を破壊するには十分強力だった。実際、1942～43年の間になされたイタリア軍機甲部隊の成功の多くは、これらの車輛のおかげだった。
1942年により多数の車輛が製造された。生産数は132輌または146輌であり、全てがM41の車体を利用して作られた。これらの車輛は、設計思想に基づく砲塔の欠如と低姿勢によって防御戦闘に適し、主にそのような戦闘に投入された。
セモヴェンテ da 75/18は成功作であり、イタリア軍の装甲戦闘車輛の低い性能にもかかわらず、作戦に応えてよく実力を発揮した。本車はイタリア軍の砲兵において使用されたものとしては非常に革新的な装備だった。これは本車が師団単位で使用される最初の自走砲であったことによる。しかしこの他のイタリア陸軍の砲兵部隊は深刻に機動力が欠如しており、これらの少数の自走砲は（1942年まで戦闘に参加しなかった）全体的な不足状況を変えることはできなかった。
75mm対戦車榴弾の持つ性能は重要だった。なぜならばイタリア軍の装甲戦闘車両に搭載された兵装では、チャーチル戦車を例外として、これが敵軍の重量級の車輛を破壊できる唯一の兵器だったからである。この砲弾なしでは、徹甲弾の弾速の遅さと射程の短さから、セモヴェンテ da 75/18は効果的な兵器ではなくなった。
本車の搭載する弾薬は、砲の射程や威力という点において、自走砲の任務にかろうじて間に合うものだった。背の高く天井の開放された後の自走砲、例えばM7プリーストやセクストン、ヴェスペのような車輛は優れた弾薬の搭載量と射程を持っていた。75/18榴弾砲の発射速度は非常に遅かったが、これは本車の乗員が3名に限定されていたことによる。同軸機銃の欠如もまた、本物の戦闘車輛との大きな違いを生んだ。1943年、99発の砲弾を輸送する装軌型の補給車が、これらの自走砲へ素早く弾薬を補給するために利用された。生産量はイタリアの標準としても少なくはないが、それにもかかわらず自走砲に対する役割としては不十分だった。
1942年初頭以来、これらの車輛はエル・アラメインからチュニジアへの後退戦までの重要な砂漠の戦闘を全て戦い、主に火力支援と対戦車戦闘時の直接射撃に従事した。
より長砲身で高威力の砲の必要性から、セモヴェンテ da 75/34、セモヴェンテ da 75/46およびセモヴェンテ da 105/25自走砲の開発へとつながった。

## 登場作品

### 映画
『砂漠の戦場エル・アラメン』
第一次エルアラメイン戦の映画。M13/40と共に実車が登場する。

### 漫画・アニメ
『ガールズ&パンツァー』
OVA版「これが本当のアンツィオ戦です！」、劇場版、最終章にて、セモベンテ M41がアンツィオ高校の使用戦車として登場。

### ゲーム
『R.U.S.E.』
イタリアの突撃砲として登場。
『World of tanks』
　　「Semovente M41」の名称でイタリア軍技術ツリーに登場。　
『War Thunder』
イタリアの駆逐戦車75/18 M41として登場。
『コンバットチョロQ』
諸外国タンクとして登場。また、アリーナのライトクラスの31番目の敵としても登場。
『トータル・タンク・シミュレーター』
イタリアの初期駆逐戦車セモヴェンテ DA 75として登場。